# Dors, mon amour
A Dors, mon amour (magyarul: Aludj, szerelmem) című dal volt az 1958-as Eurovíziós Dalfesztivál győztes dala, melyet a francia André Claveau adott elő francia nyelven.
A dal a francia nemzeti döntőn nyerte el az indulás jogát, ahol Claveau adta elő mindegyik dalt.
A dal egy altatódal, melyben az énekes szerelmét ringatja álomba.
A március 12-én rendezett döntőben a fellépési sorrendben harmadikként adták elő, a holland Corry Brokken Heel De Wereld című dala után, és a luxemburgi Solange Berry Un grand amour című dala előtt. A szavazás során huszonhét pontot szerzett, mely az első helyet érte a tízfős mezőnyben. Ez volt Franciaország első győzelme, és az első alkalom, hogy egy férfi nyert.
A következő francia induló Jean Phillipe Oui, oui, oui, oui című dala volt az 1959-es Eurovíziós Dalfesztiválon. 
A következő győztes a holland Teddy Scholten Een beetje című dala volt.

## Kapott pontok
| Kapott pontok                                                                          | 6 | 0 |  | 1 | 1 | 9 | 1 | 1 | 7 | 1 |
| A tábla a fellépés sorrendjében van rendezve. A szavazás fordított sorrendben történt. |   |   |  |   |   |   |   |   |   |   |

## Külső hivatkozások
- Dalszöveg
- YouTube videó: A Dors, mon amour című dal előadása a hilversumi döntőn